# Gentile da Montefiore
Gentile da Montefiore OFM (ur. ok. 1240–1250 w Montefiore dell’Aso, zm. 27 października 1312 w Lukce) – włoski duchowny katolicki, kardynał.

## Życiorys
Urodził się w połowie XIII wieku w Montefiore dell’Aso. W młodości wstąpił do zakonu franciszkanów, a następnie podjął studia w Paryżu, gdzie uzyskał magisterium. Po przyjęciu święceń kapłańskich został profesorem teologii, a pod koniec 1294 roku powrócił do Italii i dwa lata później został wykładowcą w Rzymie.
2 marca 1300 roku został kreowany kardynałem prezbiterem i otrzymał kościół tytularny S. Martino ai Monti. W latach 1302–1305 pełnił funkcję penitencjariusza większego. W 1307 roku został mianowany legatem w Królestwie Węgierskim, gdzie jego misją było zapewnienie sukcesji Andegawenom (koronował Karola Roberta). W 1308 roku nadał zakonowi paulinów regułę św. Augustyna. Jesienią 1311 roku opuścił Węgry i udał się do Vienne, by wziąć udział w soborze, na którym bronił pamięci Bonifacego VIII. Klemens V zlecił mu zadanie przewiezienia skarbów papieskich z Italii do Awinionu, jednakże Montefiore stwierdził, że transport nie będzie bezpieczny z uwagi na walki pomiędzy gibelinami i gwelfami. Kardynał zdecydował się przewieźć najcenniejsze rzeczy, a pozostałe przechować w kościele S. Frediano w Lukce. W 1314 roku miasto zostało zajęte przez gibelina Uguccione della Faggiuola, który zrabował papieski depozyt.
Gentile da Montefiore zmarł 27 października 1312 roku w Lukce.